# Little Rock
Pour les articles homonymes, voir Littlerock.
Little Rock est la capitale de l'État de l'Arkansas, aux États-Unis, le siège du comté de Pulaski et la plus grande ville de l'État.

## Géographie

### Hydrographie et hydrologie
La ville de Little Rock est traversée par la rivière Arkansas et le bayou Fourche. Elle est située juste au Sud de la confluence entre la rivière Maumelle et la rivière Arkansas.

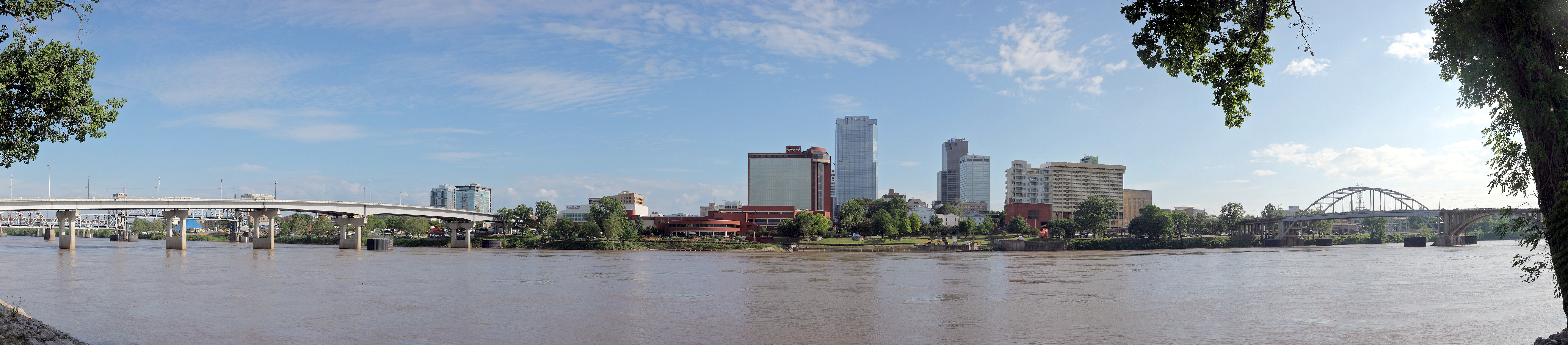
Panorama de la ville de Little Rock.

## Urbanisme

### Voies de communication et transports

#### Transports publics

##### Transport ferroviaire
La gare de Little Rock dessert la ligne d'Amtrak par le train Texas Eagle rejoignant Los Angeles à Chicago.

##### Transports urbains
Little Rock possède une ligne de tramway historique. Ouverte en 2004, elle est actuellement longue de 5,5 kilomètres et dessert 14 arrêts.

##### Transport aérien
Elle possède également un aéroport qui traite annuellement environ 2 millions de passagers, l'aéroport Clinton de Little Rock.

## Toponymie
Située géographiquement au centre de l'Arkansas, le nom de Little Rock vient d'une formation de petites roches sur la rive sud de la rivière Arkansas appelée « La Petite Roche » à l'époque de la Louisiane française. Ce fut un repère utilisé très tôt par les navigateurs qui devint un passage de la rivière célèbre. Il se trouve en face de « Big Rock », une grande falaise près de la rivière qui servait de carrière.

## Histoire

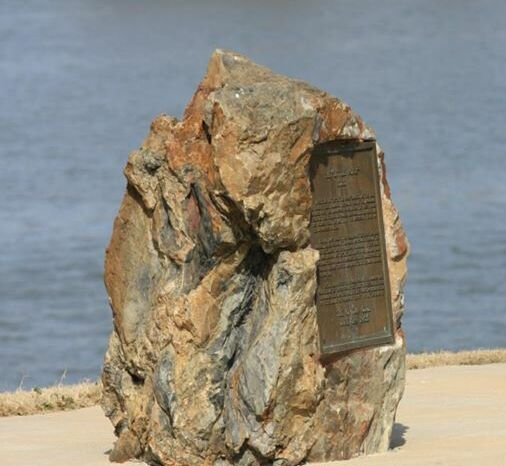
Vestige de la « Petite Roche ».

### Époque moderne
En 1722, l'explorateur français Jean-Baptiste Bénard de la Harpe construit un poste de traite commercial au lieu-dit « La Petite Roche ». En 1812, le trappeur William Lewis construit une maison sur le même site.

### Époque contemporaine
En 1821, Little Rock devient la capitale du Territoire de l'Arkansas, fondé en 1819, puis celle de l'État homonyme qui le remplace en 1836.
En 1863, Little Rock est le lieu de la bataille de Bayou Fourche durant la Guerre de Sécession. Cette victoire unioniste provoque le déplacement de la capitale de l'Arkansas vers Washington jusqu'en 1865.
Après la crise de Little Rock (1957-1959), et malgré les réticences de la population blanche et du gouverneur Orval Faubus, la ségrégation dans les écoles est abolie.

## Politique et administration

### Liste des maires
| Période                                  | Période          | Identité                | Étiquette       | Qualité        |
| ---------------------------------------- | ---------------- | ----------------------- | --------------- | -------------- |
| Les données manquantes sont à compléter. |                  |                         |                 |                |
| janvier 1987                             | décembre 1988    | Lottie Shackelford (en) |                 | Première femme |
| janvier 1989                             | décembre 1990    | Buddy Villines          |                 |                |
| janvier 1991                             | décembre 1992    | Sharon Priest           |                 |                |
| janvier 1993                             | décembre 2006    | Jim Dailey, Jr.         |                 |                |
| 3 janvier 2007                           | 31 décembre 2018 | Mark Stodola            | Parti démocrate |                |
| 1er janvier 2019                         | En cours         | Frank Scott Jr.         | Parti démocrate |                |

### Criminalité
Little Rock est l'une des villes les plus dangereuses des États-Unis ; des ghettos se sont formés peu à peu autour de la ville, où les règlements de compte entre gangs rivaux, les meurtres, les viols ou la prostitution sont présents au quotidien.
Les trafiquants de drogue de Little Rock sont surnommés « snowman », en référence à la cocaïne vendue par les dealers.

### Jumelages
La ville de Little Rock est jumelée avec : 
- Kaohsiung (Taïwan) depuis le 19 avril 1983
- Hanam (Corée du Sud) depuis le 19 mai 1992
- Raguse (Italie) depuis le 21 mai 1997
- Pachuca (Mexique) depuis le 20 février 2007
- Changchun (Chine) depuis le 5 avril 1994

La ville de Little Rock entretient aussi des pactes d'amitié avec :
- La Petite-Pierre (France) depuis le 19 juillet 1999
- Newcastle upon Tyne (Royaume-Uni) depuis le 24 juillet 1999
- Mons (Belgique) depuis 1999

## Population et société

### Démographie
Elle compte environ 200 000 habitants. L'agglomération comprenant les villes de North Little Rock, Sherwood et Jacksonville compte plus de 700 000 habitants, ce qui en fait la principale agglomération de l’État.
Sa population s’élevait à 202 591 habitants lors du recensement de 2020.

#### Répartition ethnique
| Groupe          | Little Rock | Arkansas | États-Unis |
| --------------- | ----------- | -------- | ---------- |
| Blancs          | 48,9        | 77,0     | 72,4       |
| Afro-Américains | 42,3        | 15,4     | 12,6       |
| Autres          | 3,9         | 3,4      | 6,2        |
| Asiatiques      | 2,7         | 1,2      | 4,8        |
| Métis           | 1,7         | 2,0      | 2,9        |
| Amérindiens     | 0,4         | 0,8      | 0,9        |
| Océaniens       | 0,1         | 0,2      | 0,2        |
| Total           | 100,0       | 100,0    | 100,0      |
| Hispaniques     | 6,8         | 6,4      | 16,7       |

En 2010, la population latino et hispanique est majoritairement composée de Mexicano-Américains, qui représentent 5,0 % de la population de la ville.

### Langues
Selon l'American Community Survey, pour la période 2011-2015, 89,71 % de la population âgée de plus de 5 ans déclare parler l'anglais à la maison, 5,88 % l’espagnol, 0,88 % une langue chinoise et 3,54 % une autre langue.

### Enseignement

#### Vie universitaire

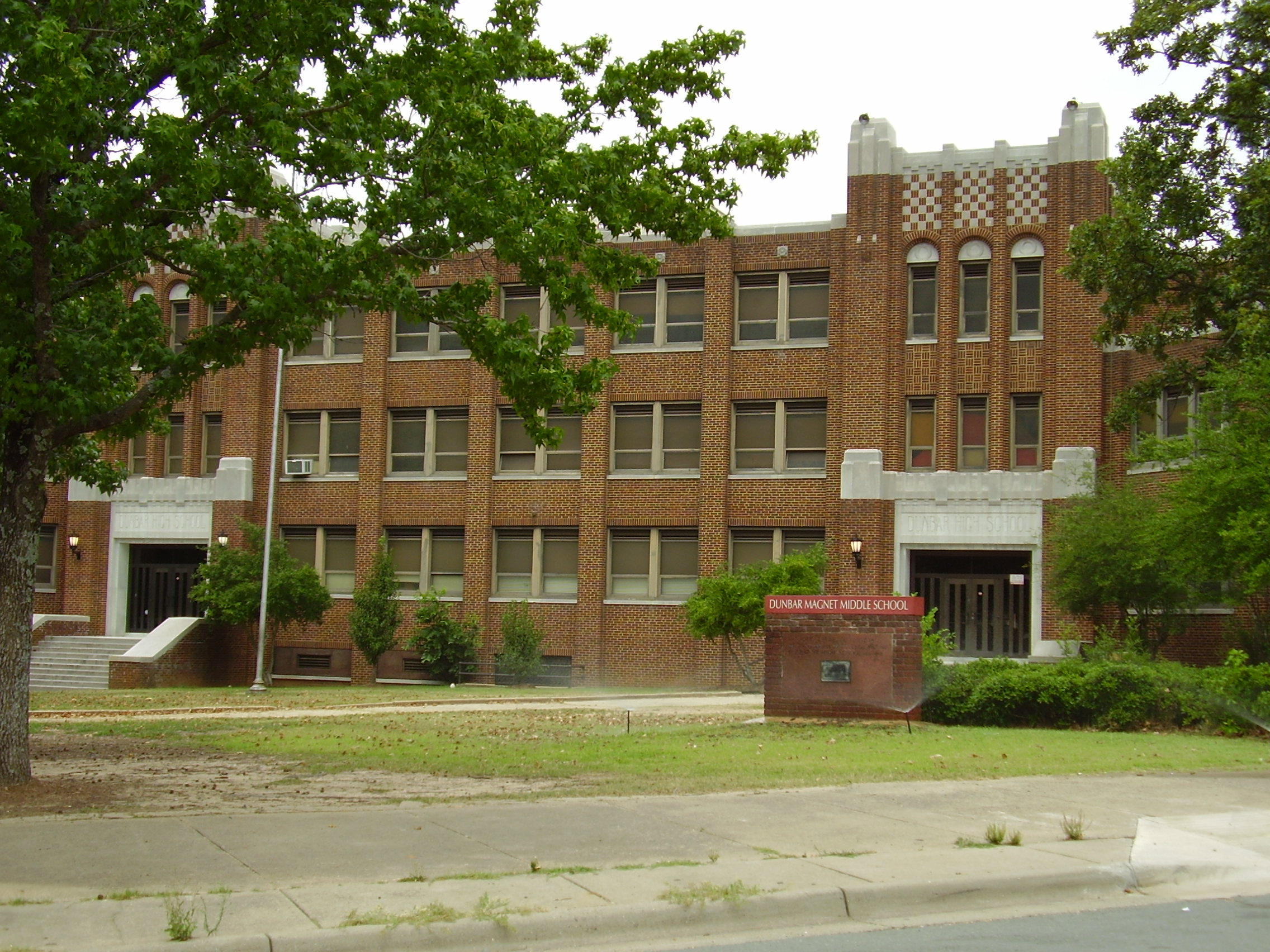
Paul Laurence Dunbar Junior and Senior High School, ancienne école noire située à Little Rock).

L'université de l'Arkansas à Little Rock est l'université de Little Rock. Elle est partenaire de l'université d'Orléans.

### Sports
Les Twisters de l'Arkansas sont une franchise de football américain en salle de l'Arena Football League. La franchise fut créée en 2000, l’équipe joue à domicile à l'ALLTEL Arena (18 000 places).
Les RimRockers de l'Arkansas qui évoluaient à l'ALLTEL Arena étaient une équipe de basket-ball de la NBA Development League durant la période 2004-2007.
Les Travelers de l'Arkansas qui jouent depuis 2007 au Dickey-Stephens Park (en) (7 000 places) sont une équipe de baseball de ligue mineure (A).
Au niveau du sport universitaire, les Trojans d'Arkansas Little Rock défendent les couleurs de l'université de l'Arkansas à Little Rock dans les compétitions organisées par la NCAA en Division I-A (Sun Belt Conference), le plus haut niveau du sport universitaire aux États-Unis. Les Trojans n'ont pas d'équipe de football américain.

### Médias

#### Chaînes de télévision
- KATV, affilié au réseau ABC détenue par Sinclair Broadcast Group.

### Cultes

#### Culte catholique
Le diocèse catholique de Little Rock a été érigé en 1843.

#### Culte protestant
Les diverses dénominations protestantes sont majoritaires au sein de la population de Little Rock, les baptistes et épiscopaliens étant les plus représentés.

### Vie militaire
L'état-major ainsi que la garnison de la 39e brigade d'infanterie légère sont encasernés à Ricks Armory, dans Little Rock.

## Économie

### Entreprises et secteurs d'activité
C'est à Little Rock qu'Acxiom et Windstream ont leurs sièges sociaux.
La France y est également indirectement présente depuis 1974, année où Dassault Aviation y a installé son usine de finition des avions d'affaires Falcon. Convoyés green (en peinture d'apprêt) depuis la France (Mérignac), ils reçoivent sur place tous leurs équipements définitifs, aménagements intérieurs et peinture selon la demande des clients (le site dispose de locaux permettant d'accueillir les clients afin qu'ils puissent suivre de près la finition de leur Falcon. Un plan d’expansion engagé en 1996 portait sur sept nouveaux bâtiments, dont un hangar complet destiné à la cérémonie de réception de l’avion par son propriétaire ; il a abouti en 1999, à ce que la superficie de ses installations occupe 42 000 m2 (contre 18 000 auparavant). Avec près de 1 700 ingénieurs, techniciens et compagnons, Little Rock est le plus grand établissement industriel du groupe Dassault Aviation et l'un des tout premiers au monde dans sa spécialité. Le chantier à la fois quantitatif et qualitatif a aussi porté sur les procédés : les études et la production ont été rationalisées via le logiciel CATIA et certaines phases d’étude et de fabrication sont plus industrialisées (tout en respectant le caractère unique des aménagements réalisés). D’autre part, pour des raisons de qualité, des processus typiquement Dassault ont été introduits : la chaîne, la piste et les essais en vol sont, par exemple, clairement séparés.
Le siège de l'Organisation non gouvernementale de développement Heifer International, l'une des cent plus grandes ONG américaines, qui est spécialisé dans le développement agricole dans les pays pauvres, se trouve à Little Rock,.

### Tourisme et loisirs

#### Hébergement hôtelier
Le Capital Hotel est le principal hôtel de la ville. Ouvert en 1873, il est inscrit au Registre national des lieux historiques depuis le 30 juillet 1974 et est membre des Historic Hotels of America depuis 2009.

## Culture locale et patrimoine

### Lieux et monuments
Le bâtiment qui abrite les services de l'État d'Arkansas est la réplique, en plus petit, du Capitole des États-Unis à Washington.
Inauguré le 18 octobre 2004, le William J. Clinton Presidential Center and Park est une bibliothèque présidentielle regroupant des documents et objets liés à la présidence de Bill Clinton, natif et gouverneur de l'Arkansas. Le centre comprend une réplique du bureau ovale. Le bâtiment a été conçu par l'architecte James Polshek.
La cathédrale Saint-André (catholique) fut construite de 1878 à 1881 en style néo-gothique ; elle a été inscrite au registre national des lieux historiques en 1986.

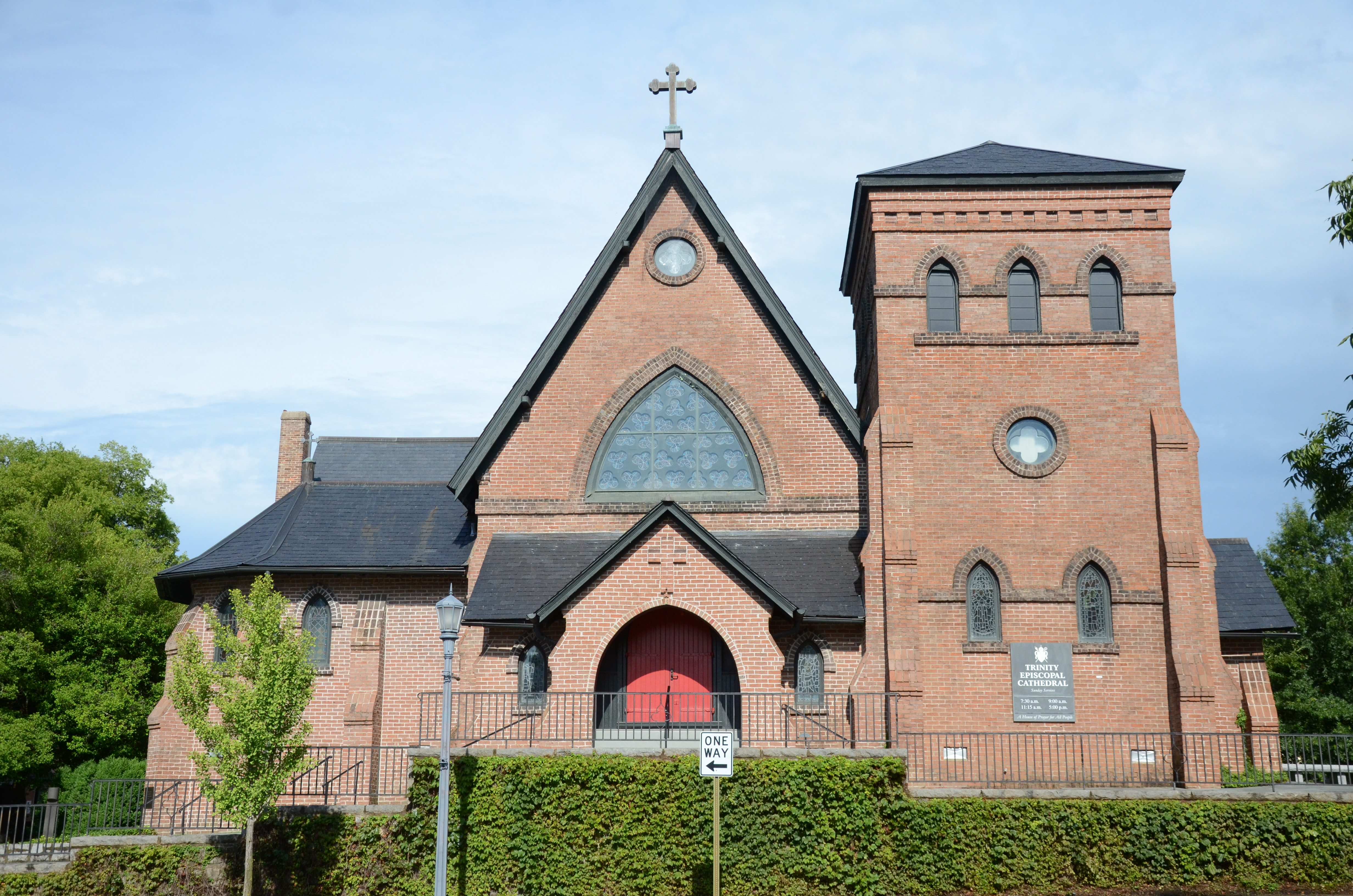
Trinity Cathedral (épiscopalienne), construite en 1884-1892.
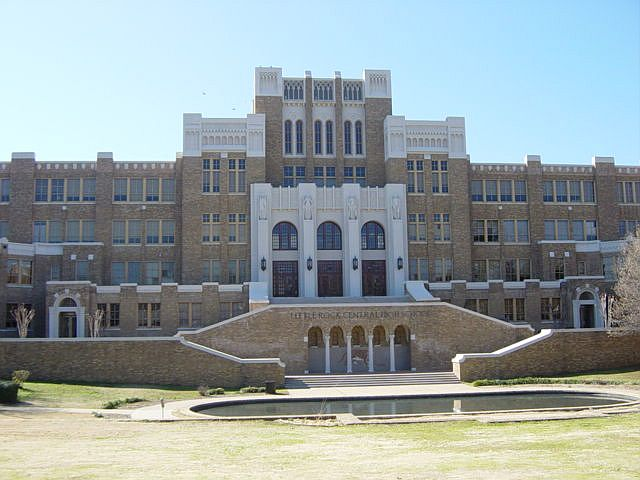
Little Rock Central High School.
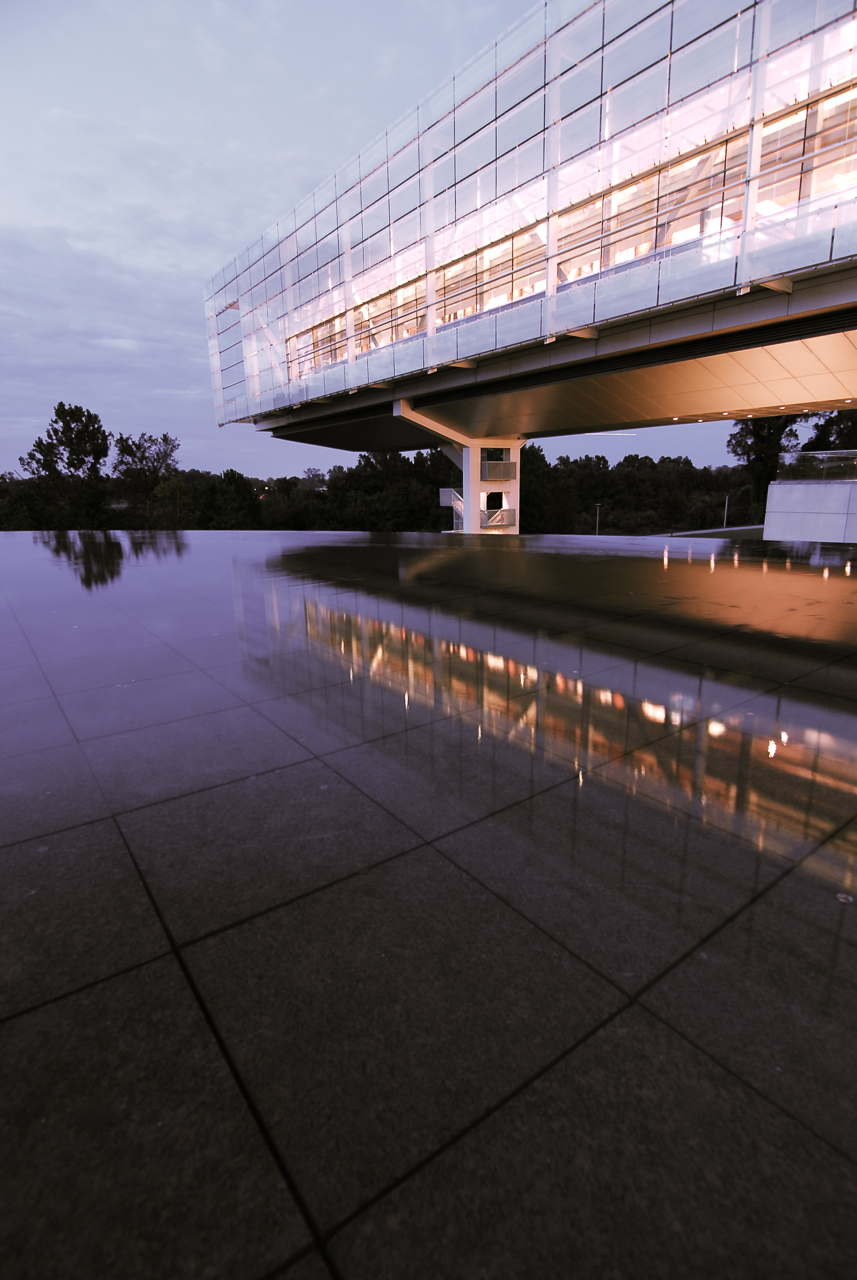
William J. Clinton Presidential Library.
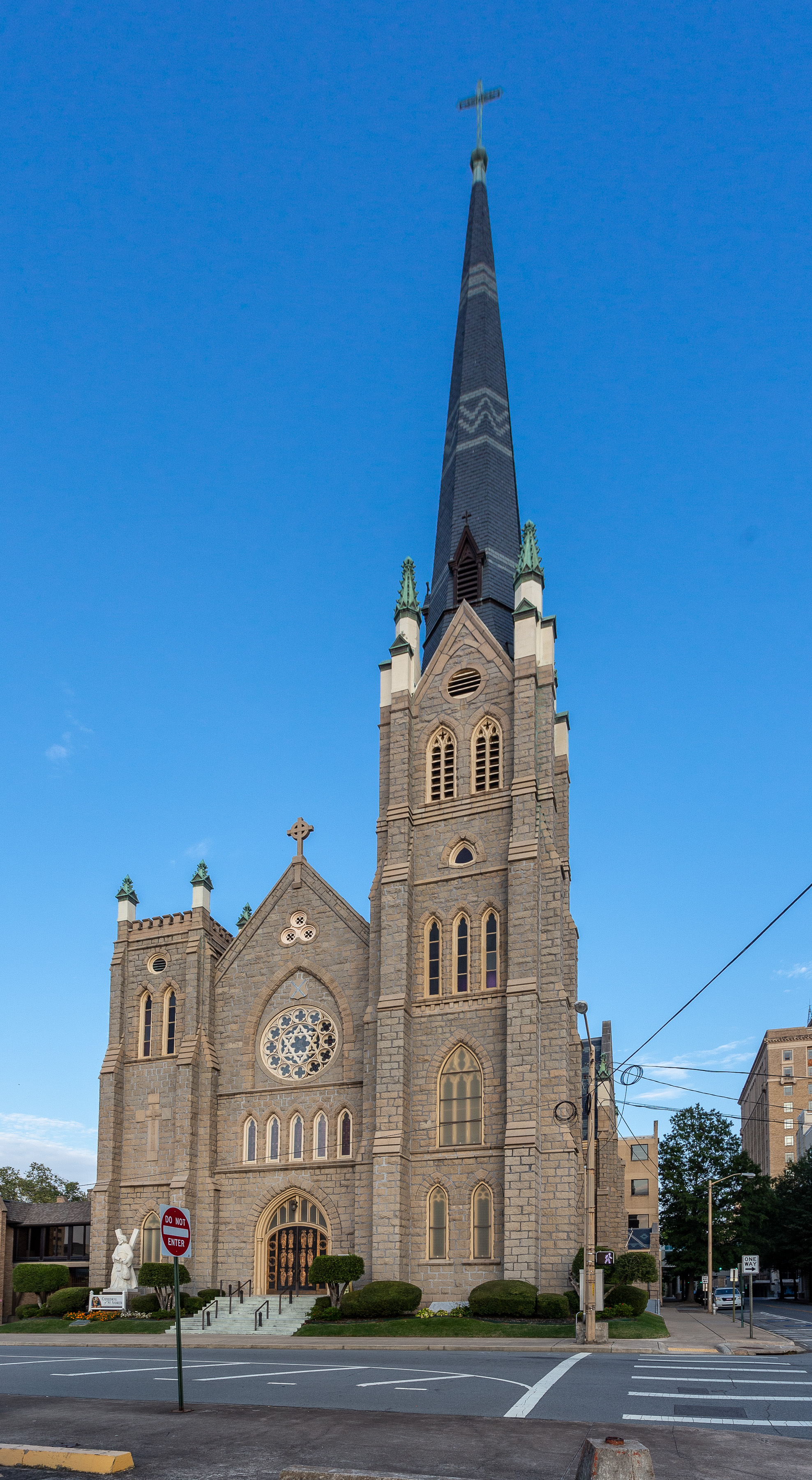
Cathédrale Saint-André de Little Rock (catholique).

### Patrimoine culturel et artistique

#### Cinéma
Little Rock est la ville de résidence de Thelma et Louise, personnages du film Thelma et Louise de Ridley Scott sorti en 1991.